# Вакак (группа)
Вакак — вулканическое поле в регионе Газни, Афганистан. Вулкан расположен в 115 км к юго-западу от Кабула. Состоит из 18 дацитовых и трахитовых куполов. Вулканическое поле возникло в старой кальдере, которая возникла в эпоху плейстоцена. Точный возраст вулкана неизвестен, но, по предварительным исследованиям геологов, он возник в середине четвертичного периода. В октябре 2008 года в данном районе возникло землетрясение магнитудой 6. Исторических извержений вулкана не зафиксировано, но, предположительно, последняя вулканическая активность происходила 10 тысяч лет назад.